# EDFA
EDFA (англ. Erbium Doped Fiber Amplifier) — волоконно-оптический усилитель на оптическом волокне, легированном ионами эрбия.
Применяется в волоконно-оптических линиях передачи для восстановления уровня оптического сигнала. Преимуществом эрбиевых усилителей является отсутствие преобразования в электрический сигнал, возможность одновременного усиления сигналов с разными длинами волн, что обуславливает возможность усиления спектрально-мультиплексированного сигнала, практически точное соответствие рабочего диапазона эрбиевых усилителей области минимальных оптических потерь световодов на основе кварцевого стекла, сравнительно низкий уровень шума и простота включения в волоконно-оптическую систему.
По сравнению с другими типами оптических усилителей (рамановскими и полупроводниковыми), EDFA используется наиболее широко.

## Основной принцип EDFA
Относительно мощный поток света, называемый излучением накачки, смешивается с входным усиливаемым сигналом, используя ответвитель с селекцией по длине волн. Входной сигнал и луч накачки имеют существенно отличающиеся длины волн. 
Смешанный свет попадает в область волокна, легированную ионами эрбия. Излучение накачки поглощается ионами эрбия переводит их внешние (оптические) электроны в возбуждённые состояния, то есть происходит процесс увеличения (накопления) энергии в системе за счёт энергии фотонов излучения накачки. Таким образом, в системе создается инверсная заселённость энергетических уровней эрбия. Когда в систему попадает фотон полезного (усиливаемого) сигнала, он, взаимодействуя с возбуждённым атомом эрбия, вынуждает его излучить запасённую энергию в виде дополнительного кванта излучения, частота и фаза которого идентичны свойствам изначального фотона полезного сигнала. То есть из одного начального фотона после процесса вынужденного излучения получается два, а сам процесс вынужденного излучения можно сравнить с процессом лавинообразного размножения, потому что в каждом элементарном акте вынужденного излучения получаются два фотона с одинаковыми свойствами: энергией, фазой, поляризацией и направлением распространения, то есть фотоны когерентны.
В результате получается, что количество фотонов полезного (входного) сигнала, проходящих через среду с инверсной заселенностью увеличивается пропорционально количеству актов вынужденного излучения, а так как все вторичные фотоны когерентны, то их совокупность представляет собой электромагнитную волну, отличающуюся от электромагнитной волны входного сигнала только большей интенсивностью, при этом атомы эрбия, отдав запасённую энергию в ходе вынужденного излучения, возвращаются в основное, невозбуждённое состояние, и могут быть снова переведены в возбуждённое состояние при поглощении фотонов излучения накачки.
Среда с инверсной заселенностью является одной из основных частей волоконного усилителя, другой необходимой частью является система оптической обратной связи, которая за счёт отражения возвращает часть излучения обратно и тем самым создает  усиление. Переход в режим лазерной генерации превращает усилитель в лазер и полностью нарушает структуру входного сигнала, что препятствует правильному усилению, поэтому от обратной положительной оптической связи стараются избавиться путём введения в систему оптических «изоляторов» в тех местах, где обратная связь, обусловленная отражением, может появляться: например на выходе из усилителя, в месте присоединения к усилителю оптического волокна, которое представляет собой границу раздела, на которой, ввиду оптической неоднородности, возникает отражение.

## Шум
Основной источник шума в DFA это усиленная спонтанная эмиссия (ASE), у которой спектр приблизительно такой же как и спектр усиления усилителя. Коэффициент шума в идеальном DFA составляет 3 дБ, в то время как у практических усилителей коэффициент шума может достигать 6–8 дБ.

## Разновидности
В настоящее время широко используются усилители EDFA на кремниевой и фтор-цирконатной основе. Оба типа используются во всем рабочем диапазоне эрбия (1530–1560 нм).
Одна из проблем EDFA на кремниевой основе — достаточно сильная зависимость коэффициента усиления от длины волны, что затрудняет их использование в DWDM-системах (на разных DWDM-каналах достигается различное SNR). Для таких EDFA используется накачка на длине волны 980 нм.
EDFA на фтор-цирконатной основе содержат больше эрбия, но имеют более высокий уровень шумов из-за использования лазера накачки 1480 нм.